# Esha Gupta
Esha Gupta (Nueva Delhi, 28 de noviembre de 1985) es una actriz de cine, modelo y ex reina de belleza india, ganadora del título Miss India Internacional de 2007. Ha establecido una carrera notable en el cine de Bollywood.
Gupta participó en el concurso Femina Miss India en 2007, donde ocupó el tercer lugar y ganó el título de Miss India Internacional, representando a su país en el concurso Miss Internacional. Pronto recibió ofertas para realizar papeles en el cine, e hizo su debut como actriz en el thriller de éxito moderado Jannat 2 en 2012, que le valió una nominación para el Premio Filmfare al mejor debut femenino. Gupta recibió elogios por su interpretación en el drama político Chakravyuh (2012), pero su actuación en la película de comedia Humshakals (2014) encontró críticas negativas. Tuvo sus mayores éxitos comerciales con papeles protagónicos en la película de terror Raaz 3D (2012) y la película de suspenso Rustom (2016).

## Filmografía

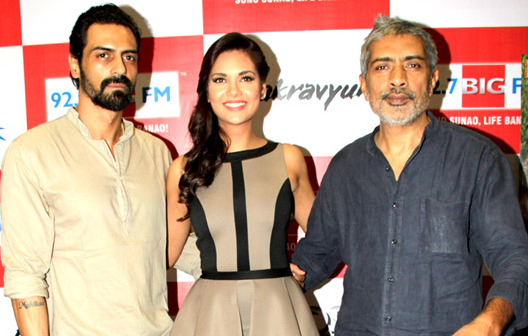
Gupta con Arjun Rampal (izquierda) y Prakash Jha (derecha) en un evento promocional de Chakravyuh.

### Cine
| Año  | Película                 | Rol                | Idioma             | Notas         | Ref.   |
| ---- | ------------------------ | ------------------ | ------------------ | ------------- | ------ |
| 2012 | Jannat 2                 | Jhanvi Singh Tomar | Hindi              | Debut         | [ 7 ]  |
| 2012 | Raaz 3D                  | Sanjana Krishna    | Hindi              |               | [ 8 ]  |
| 2012 | Chakravyuh               | Rhea Menon         | Hindi              |               | [ 9 ]  |
| 2013 | Gori Tere Pyaar Mein     | Nisha              | Hindi              |               | [ 10 ] |
| 2014 | Humshakals               | Shivani Gupta      | Hindi              |               | [ 11 ] |
| 2015 | Baby                     | Ella misma         | Hindi              |               | [ 12 ] |
| 2015 | Main Rahoon Ya Na Rahoon | Ella misma         | Hindi              | Vídeo musical | [ 13 ] |
| 2016 | Rustom                   | Priti Makhija      | Hindi              |               | [ 14 ] |
| 2016 | Tutak Tutak Tutiya       | Herself            | Hindi Tamil Telugu |               | [ 15 ] |
| 2017 | Baadshaho                | Sanjana            | Hindi              |               | [ 16 ] |
| 2017 | Yaar Ivan                | Shruti             | Telugu             |               |        |
| 2017 | Yaar Ivan                | Shruti             | Tamil              |               |        |